# Kuldscha dignitosa
Kuldscha dignitosa là một loài bướm đêm trong họ Geometridae.